# San José del Potrero (Honduras)
San José del Potrero es un municipio del departamento de Comayagua en la República de Honduras.

## Toponimia
Su nombre en honor a José de Nazaret, santo de la iglesia católica y Potrero por ser un lugar de pasto y ganado.

## Límites
| Orientación | Límite                                      |
| ----------- | ------------------------------------------- |
| Norte       | Municipio de Sulaco, Yoro                   |
| Sur         | Municipio de Minas de Oro, Comayagua        |
| Este        | Municipio de El Porvenir, Francisco Morazán |
| Oeste       | Municipio de Minas de Oro, Comayagua        |

Tiene una extensión territorial de 198.3 km².

## Población
Tiene una población proyectada de 7,440 habitantes para el año 2020.

## Historia

### Alcalde
El alcalde de turno era Julio Alberto Berríos Cáceres.
Lastimosamente falleció por COVID-19 el 23 de julio del 2020. Fecha que fue uno de los días más tristes para este municipio.
También fue reconocido como uno de los mejores alcaldes de Honduras.
Por decreto de ley su mandato pasó a poder de la vicealcaldesa correspondiente.

## División Política
Aldeas: 8 (2013)
Caseríos: 
| Código | Aldea                     |
| ------ | ------------------------- |
| 031501 | San José del Potrero      |
| 031502 | El Chorro                 |
| 031503 | Minas de Plata            |
| 031504 | Ojo de Agua o Agua Blanca |
| 031505 | Potreritos                |
| 031506 | Quezalapa                 |
| 031507 | Terreritos de los Coello  |
| 031508 | Terreritos de las Trancas |